# Cory Booker
Cory Anthony Booker, född 27 april 1969 i Washington,  D.C., är en amerikansk jurist och demokratisk politiker. Han representerar New Jersey i USA:s senat sedan 2013. Han var borgmästare i Newark 2006–2013. 
Booker tillträdde som senator för New Jersey efter att ha besegrat Tea Party-rörelsens favorit, republikanen Steve Lonegan i fyllnadsvalet 2013. Booker har varit mycket synlig i sociala medier, något som har hjälpt hans politiska framfart.
Den 1 februari 2019 meddelade Booker officiellt att han kandiderar i det amerikanska presidentvalet år 2020. Den 13 januari 2020 meddelade Booker att han avslutade sin presidentkampanj.
Han har beskrivits som liberal. I en intervju under 2013 med Salon sa Booker att "det finns inget i den grad av progressiv politik där du inte hittar mig." I senaten har han lagt fram frågor om etnicitet och social rättvisa.
I mars 2019 bekräftade skådespelerskan Rosario Dawson till TMZ att hon var i ett förhållande med Booker. Deras förhållande tog slut i februari 2022.